# Eupatorium
Eupatorium es un género de plantas de la familia Asteraceae que tiene unas 250 especies aceptadas, de las más de 2200 descritas.  Son naturales de las regiones templadas del hemisferio norte.

## Descripción
Son hierbas anuales o perennes, arbustos o árboles pequeños, ocasionalmente trepadoras o escandentes. Hojas opuestas o con menos frecuencia alternas. Capitulescencias de panículas corimbosas; capítulos pocos a numerosos, homógamos, discoides; involucros campanulados a angostamente cilíndricos; filarias en 3–10 series, imbricadas a subimbricadas, raramente eximbricadas; receptáculos planos o convexos; flósculos pocos a numerosos, perfectos; las corolas 5-lobadas, blancas a rosadas o lilas, raramente rojizas o amarillas; los apéndices de las anteras ovados; las ramas del estilo bastante exertas en la antesis, con apéndices apicales abultados o agrandados. Aquenios generalmente 4–5-angulados, los carpopodios variables; vilano de 20–60 cerdas capilares en 1 o raramente 2 series.

## Usos
Las especies de Eupatorium, aunque son venenosas se han utilizado en medicina popular, por ejemplo para eliminar el exceso de ácido úrico que causa la gota. Aparte también se aplican en el tratamiento de la fiebre del dengue, la artritis, enfermedades infecciosas, migraña, malaria y diarreas. El conocimiento científico de tales posibles aplicaciones es prácticamente nulo en el presente.
Hay que tomar precauciones en su consumo pues contienen tóxicos que pueden dañar el hígado.

## Taxonomía
El género fue descrito por Carlos Linneo y publicado en Species Plantarum 2: 836–839. 1753. La especie tipo es Eupatorium cannabinum
Etimología
Eupatorium: nombre genérico que viene del griego y significa "de padre noble". Cuyo nombre se refiere a Mitrídates el Grande, que era el rey del Ponto en el siglo I a. C. de quien se dice haber descubierto un antídoto para un veneno de uso común en una de las especies y a quien se le atribuye el primer uso de la medicina. De hecho, las especies de este género, a lo largo del tiempo, han tomado diversas denominaciones vulgares referidas sobre todo a la medicina popular, esto sirve para resaltar las propiedades de eupatorio, aunque actualmente este uso se ha reducido algo debido a algunas sustancias hepatotóxicas presentes en estas plantas.

## Especies seleccionadas
- Eupatorium albissimum
- Eupatorium album
- Eupatorium altissimun
- Eupatorium arnottianum
- Eupatorium bahamense
- Eupatorium cannabinum
- Eupatorium capilifolium
- Eupatorium chinense
- Eupatorium fistulosum
- Eupatorium fortunei
- Eupatorium glechonopyllum
- Eupatorium glomeratum
- Eupatorium hiemale
- Eupatorium invaefolium L. - chilca del Perú, rompesaragüey de Cuba.[4]
- Eupatorium japonicum
- Eupatorium lencolepis
- Eupatorium lindleyanum
- Eupatorium maculatum
- Eupatorium megalophyllum
- Eupatorium oblongifolium
- Eupatorium perfoliatum
- Eupatorium purpureum
- Eupatorium resinosum
- Eupatorium salvia
- Eupatorium serotinum
- Eupatorium sessilifolium
- Eupatorium subhastatum
- Eupatorium tropezoideum